# Casas Nuevas
Casas Nuevas es una pedanía de la Región de Murcia en España, en la Comarca del Río Mula que cuenta con una población de 156 habitantes según datos del centro regional de estadística del año 2018.
En el pueblo se localizan varias construcciones además de las casas de los habitantes en el pueblo: un colegio público para alumnos del Ciclo de Primaria llamado CEIP Casas Nuevas, un pequeño centro de salud, un centro municipal del Ayuntamiento de Mula y una ermita en la que su patrona es la Excelsa Patrona María Inmaculada, donde se celebra Misa todos los domingos.
La actividad económica predominante de la zona es la agricultura habiendo grandes explanadas de árboles de secano, aunque también hay habitantes que se desplazan a trabajar a núcleos urbanos más concentrados en los que hay más posibilidad de encontrar una salida laboral alejada del sector primario.
Tras la pedanía se encuentra el parque regional de Sierra Espuña que se encuentra a 2 kilómetros de distancia aproximadamente.
Como se encuentra situada en una zona elevada sobre el nivel del mar, en los inviernos esta población y todos sus alrededores quedan cubiertos por una capa blanca de nieve.

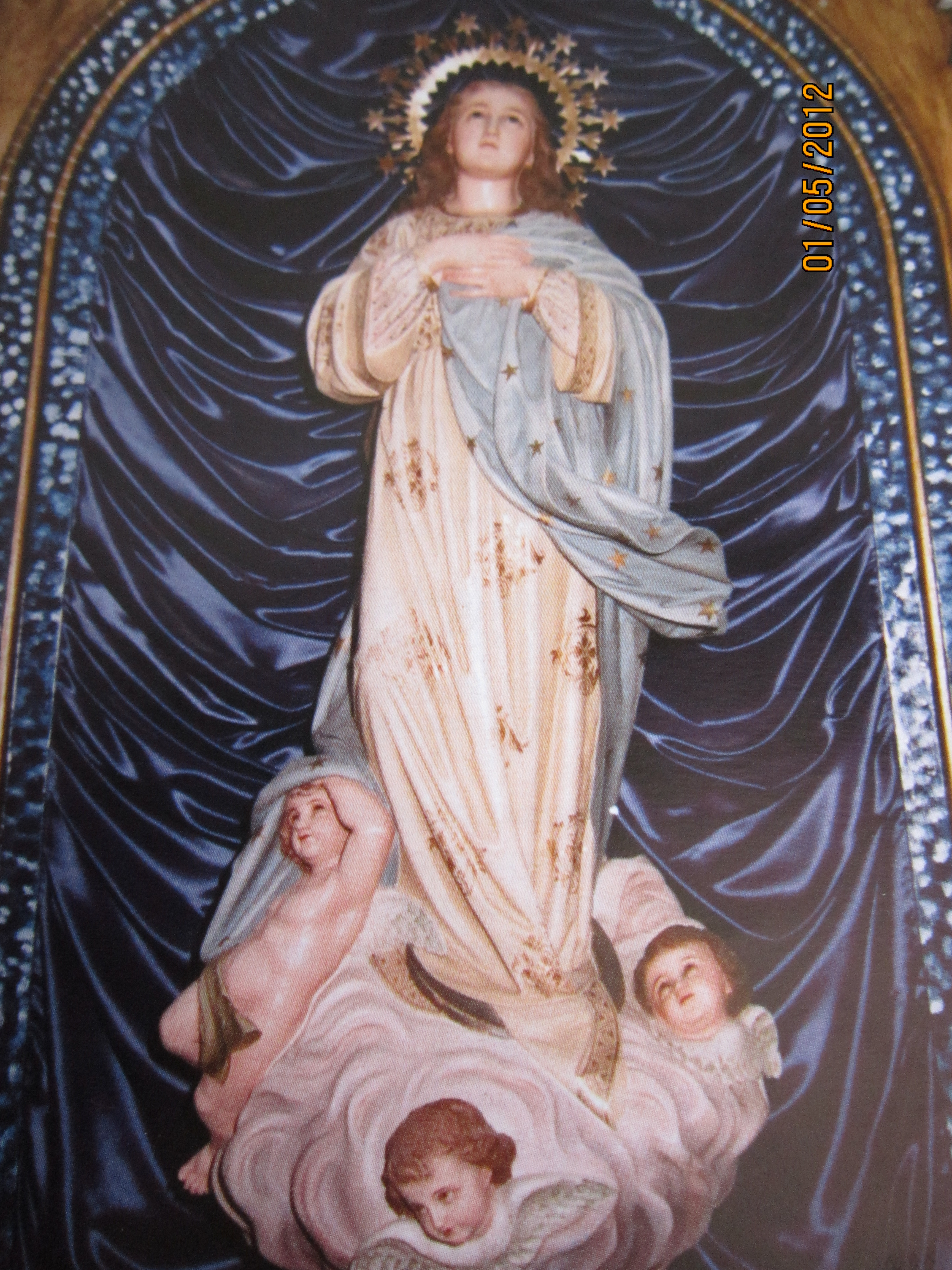
Patrona de Casas Nuevas: María Inmaculada. Las fiestas más importantes de la pedanía se realizan en honor a ella.

## Historia
La pedanía de Casas Nuevas nace en el siglo XIX al pie de la umbría de Sierra Espuña y junto al camino que conducía hasta Lorca, entre las sierras de Espuña y Cambrón. Los primeros habitantes se asentaron en este lugar para abastecerse con el agua que baja de la sierra, además fue una zona cultivada ya desde los siglos XVII y XVIII.

## Geografía

### Pueblos y Pedanías cercanas
Fuente Librilla, Totana, Zarzadilla de Totana, Los Baños de Mula, Puebla de Mula, Pliego, el Niño de Mula y Bullas.

### Localidades limítrofes
Limita:
- al norte con Bullas, Mula, Pliego.
- al este con Alhama de Murcia, Fuente Librilla, Alcantarilla y Murcia.
- al sur con Alhama de Murcia y Totana.
- al oeste con Zarzadilla de Totana (Lorca).

## Cultura y fiestas
- Fiestas patronales

Sus fiestas Patronales en honor de la Excelsa Patrona María Inmaculada comienzan a mediados del mes de agosto y duran aproximadamente una semana. En ellas la población de otros pueblos y pedanías van a disfrutar de las distintas actividades y entretenimientos que se realizan como por ejemplo: El tradicional partido entre solteros y casados, el partido entre solteras y casadas, rifa, la paellada, el pasacalles mañanero, bingo, concurso de migas, procesiones y misas en honor a la patrona, juegos para niños, la fiesta de la cerveza, la visita de varios grupos musicales de Mula y humoristas, la entrega de trofeos de las actividades realizadas y la gran traca anunciando el final de las fiestas hasta el año que viene. Durante estas fiestas la población aumenta notablemente y las fiestas son realizadas por la comisión de fiestas de Casas Nuevas.

## Calles
La pedanía cuenta con cuatro calles principales: calle de la Sierra Espuña y calle de las Escuelas que son las de mayor longitud de la pedanía y calle del Alpuchi que es más corta que las anteriores y calle Perona que es aún más corta incluso.

## Deporte
Casas Nuevas cuenta con un campo municipal de fútbol sala de cemento pulido con alumbrado para obtener una buena visibilidad, además de un campo de tierra y caseta para el mantenimiento de las instalaciones.

## Demografía
| Evolución demográfica de Casas Nuevas | Evolución demográfica de Casas Nuevas | Evolución demográfica de Casas Nuevas | Evolución demográfica de Casas Nuevas | Evolución demográfica de Casas Nuevas | Evolución demográfica de Casas Nuevas | Evolución demográfica de Casas Nuevas | Evolución demográfica de Casas Nuevas | Evolución demográfica de Casas Nuevas | Evolución demográfica de Casas Nuevas | Evolución demográfica de Casas Nuevas | Evolución demográfica de Casas Nuevas | Evolución demográfica de Casas Nuevas | Evolución demográfica de Casas Nuevas | Evolución demográfica de Casas Nuevas | Evolución demográfica de Casas Nuevas | Evolución demográfica de Casas Nuevas | Evolución demográfica de Casas Nuevas | Evolución demográfica de Casas Nuevas | Evolución demográfica de Casas Nuevas |  |
| 1900                                  | 2000                                  | 2001                                  | 2002                                  | 2003                                  | 2004                                  | 2005                                  | 2006                                  | 2007                                  | 2008                                  | 2009                                  | 2010                                  | 2011                                  | 2012                                  | 2013                                  | 2014                                  | 2015                                  | 2016                                  | 2017                                  | 2018                                  |  |
| ------------------------------------- | ------------------------------------- | ------------------------------------- | ------------------------------------- | ------------------------------------- | ------------------------------------- | ------------------------------------- | ------------------------------------- | ------------------------------------- | ------------------------------------- | ------------------------------------- | ------------------------------------- | ------------------------------------- | ------------------------------------- | ------------------------------------- | ------------------------------------- | ------------------------------------- | ------------------------------------- | ------------------------------------- | ------------------------------------- |  |
| ¿?                                    | 188                                   | 179                                   | 173                                   | 171                                   | 181                                   | 188                                   | 187                                   | 186                                   | 201                                   | 189                                   | 170                                   | 172                                   | 185                                   | 172                                   | 168                                   | 163                                   | 159                                   | 156                                   | 156                                   |  |

## Temperaturas
Tabla de temperaturas medias según el mes del año en que nos encontremos: